# 錢振鍠

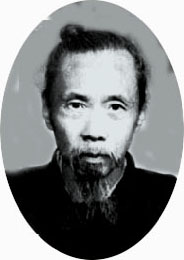
錢振鍠

錢振鍠（1875年—1944年），字夢鯨，號名山，又號庸人、謫星、藏之，江蘇陽湖菱溪（江蘇武進、陽湖二縣）人。
清光緒二十九年（1903年）進士，同年閏五月，以主事分部学习，以刑部主事用。宣統元年（1909年）致仕歸鄉，教授弟子。